# Stethaspis prasinus
Stethaspis prasinus är en skalbaggsart som beskrevs av Thomas Broun 1893. Stethaspis prasinus ingår i släktet Stethaspis och familjen Melolonthidae. Inga underarter finns listade i Catalogue of Life.